# 法量 (十和田市)
法量（ほうりょう）は青森県の南東部を流れる奥入瀬川の上流にある地域である。江戸時代から明治時代にかけては法量村となり、明治中期に近隣の村と合併して「法奥沢村」、さらに昭和初期に「十和田村」となった。十和田村は十和田湖町を経て十和田市に合併し、いまの法量地区は「十和田市（大字）法量」となる。

## 地理

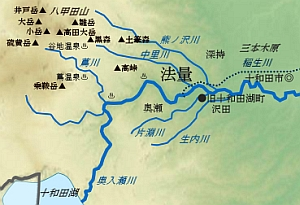
法量付近概略図

青森県の東南部には二級河川の奥入瀬川が流れている。奥入瀬川の本流は十和田湖に発し、その代表的な支流のひとつ蔦川は八甲田山に発している。同じ八甲田山の南東斜面からは中里川が発し、さらに八甲田山の外輪から熊ノ沢川が発する。これらはいずれも東南方向へ流れて奥入瀬川に合流する。
法量地区は、奥入瀬川の左岸にあり、奥入瀬川、蔦川、熊ノ沢川に囲まれたエリアに相当する。地区の9割を占める山間部では、八甲田山を形成するピークのいくつかが法量地区に属しており、小岳(1478m)、硫黄岳(1360.4m)、高田大岳(1559m)の山頂のほか、主峰の大岳(1584.5m)の山頂直下までが法量地区となる。これらの裾野には谷地温泉がある。黒森(1022.7m)、土筆森(579.1)などの山間の高原部には放牧場が拓かれ、肉牛を中心とした畜産に利用されている。
奥入瀬川と蔦川の合流部より下流側では、奥入瀬川の両岸に谷底平野があり、その左岸が法量地区、右岸が奥瀬地区になる。この合流地点には焼山温泉があり、その左岸の斜面には奥入瀬渓流温泉スキー場（旧十和田湖温泉スキー場）がある。
法量地区の集落は主にこの谷底平野にあるほか、中里川、熊ノ沢川の中流にも形成されている。奥入瀬川に中里川が合流するあたりに法量地区の中心地があり、法量神社などがある。

### 主な河川
- 奥入瀬川 - 蔦川 - 中里川 - 熊ノ沢川
- 稲生川

### 主な山岳地形
- 八甲田山 -  小岳(1478m)、高田大岳(1552m)、硫黄岳(1360.4m)
- 黒森(1022.7m)
- 土筆森(579.0m)
- 高峠(572.8m)

## 地区の変遷
地域としては陸奥国糠部郡に属していたが、中世以前の様子は史料に欠いており、地頭が誰であったかなど、よくわかっていない。
伝承では、元久年間(1204-1205)に畠山重忠の乱で敗走した鎌倉武士の畠山氏の一族が東北地方へ逃れ、その子孫が太田氏を名乗り奥入瀬川一帯を拓いたとされている。戦国期には三戸城と七戸城を結ぶ街道上にあるとともに、奥入瀬川に沿って津軽方面へ抜ける山道の分岐点でもあり、要衝の地となった。戦国末期には南部信直が配下の武将に3000騎を委ね、この経路から津軽を攻めたが敗退している。

### 近世
江戸時代は南部藩（盛岡藩）の支配下である。同藩では領内を「通」という統治区域に分けており、このうち「七戸通」に属していた。
一帯は奥瀬館の奥瀬氏 が治めており、江戸時代初期の元和年間(1615-1624)の検地で奥瀬氏の領地であったことが確認できる。ただしこの時期には「五戸通」の奥瀬村の一部として扱われており、延宝年間(1673-1681)に五戸通から七戸通が分割され、奥瀬村から分村を重ねて「法量村」となっていった。
寛政年間(1789-1801)の史料によると、その頃は「深持村」の支村（深持法量）として扱われていた。その他の支村として法量のほか20の集落名が挙げられている。これらは概ね後の「法量村」の村域に相当する。
享保3(1803)年の史料では法量村が独立村として扱われ、20の集落のほとんどは法量村の支村の扱いに変わっている。「七戸通」と区別して「法量通」と称することもあった。奥瀬氏は奥瀬村を治め、法量村は南部藩の直轄地（蔵入地）となった。
分村を重ねて独立した村に発展していく過程で、戸数や人口、石高が伸びていったが、一方で奥入瀬川を隔てて五戸通と七戸通に分かれてしまったことで、草木を刈るための入会地や蔦温泉の権益をめぐって争いが起きるようになった。

### 近代

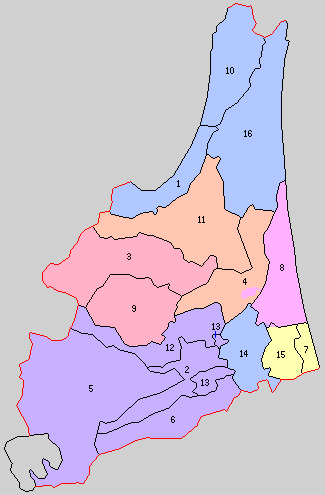
上北郡全図。左下の5番が法奥沢村。紫色の範囲がのちの十和田市。

明治になっても法量村として存続したものの、幕末から明治初期にかけては、戊辰戦争の影響もあって管轄はめまぐるしく変わった。明治元年(1868ないし1869年)に弘前藩（津軽藩）の下に置かれたのを皮切りに、明治4年(1871ないし1872年)までのあいだに、黒羽藩、九戸県、八戸県、三戸県、斗南藩、斗南県、弘前県、青森県と所轄が変わっている。1878（明治11）年に郡制が敷かれると青森県上北郡に編入された。
奥入瀬川をはさんで法量村の対岸（右岸）には、上流側に奥瀬村、下流側に沢田村があった。はじめは3村で上北郡の第14組を形成しており、沢田村に戸長役場を置いていた。1889（明治22）年にこの3村が合併して法奥沢村となり、地区は「法奥沢村大字法量」となった。

### 現代
その後1931（昭和6）年に法奥沢村は単独で十和田村に改称、1955（昭和30）年には単独で町制を施行して十和田町となった。
一方、奥入瀬川の下流域にあたる地域（三本木原）は後述する稲生川の開削によって、幕末から近代にかけて急速に発展し、不毛の台地から都市へと成長した。三本木原に生まれた都市は、1910（明治43）年には三本木町、1955（昭和30）年には三本木市となった。
三本木市は翌1956（昭和31）年に十和田市に改称したため、そのあと約20年間、「十和田市」（旧三本木）の隣に「十和田町」（旧法奥沢）があるという状況が続いた。十和田町は1975（昭和50）年に十和田湖町に改称し、同名の市町村が隣接する状態が解消した。
2005（平成17）年に、十和田湖町は十和田市に合併した。これにより、いまの法量地区は「十和田市（大字）法量」となった。

### 人口の推移
- 1878（明治11）年 - 1046人（155戸）[3]
- 1891（明治24）年 - 1346人（259戸）[3]
- 1909（明治42）年 - 1542人（200戸）[3]
- 1955（昭和30）年 - 2628人（344世帯）[3]
- 1978（昭和53）年 - 2182人（488世帯）（3月31日現在）[6][注 3]
- 1985（昭和60）年 - 1904人（446世帯）（3月31日現在）[7]
- 1995（平成07）年 - 1673人（424世帯）（3月31日現在）[8]
- 2005（平成17）年 - 1380人（399世帯）（3月31日現在）[9]
- 2015（平成27）年 - 1064人（372世帯）（3月31日現在）[10]

## 地誌
奥入瀬川の中流にあたる法量地区では、奥入瀬川の河岸段丘で縄文土器を伴ったいくつかの縄文遺跡が発見されている。上流側から、淵沢川付近の善蒼寺遺跡、方貝沢遺跡、熊ノ沢川に面する長沢遺跡である。方貝沢では平安時代のものとみられる土師器の断片もみつかっているものの、いずれも詳しい調査は行われておらず不詳である。また、中世以降の砦跡も多くあり、淵沢、方貝沢、長沢のほか、中里、山屋、川代、鳥谷附などがその代表例である。これらはもともと蝦夷の館だったと言われている。これらのうち長沢の武家館跡は河岸段丘上に4曲輪を伴うもの規模の大きなものであり、そこがかつて要害の地であったことを示唆している。ただし、誰がその館に入っていたかなどはわかっていない。

### 法量信仰と法量神社
南部地方では水神・龍神のことを龗神（おがみ）と呼んで信仰するのが盛んだった。この信仰をめぐって「法霊」あるいは「法量」という名の修験者に関する伝承がある。この修験者は南部地方を中心に東北各地を回って歩いたとされていて、日照りの年に雨乞いを行い、自らの命と引き換えに龍と化して雨を降らせたとされている。
この修験者を祀る代表的な神社とみなされているのが八戸市にある法霊山龗神社（おがみ神社）と、法量にある法量神社である。「法霊」ないし「法量」は、ほかにも「法領」「豊量」などの表記があり、東北地方にこれに由来するとみられる地名、神社が散見される。
また、水神と竜に関する伝承としては、この地方では「南祖坊」に関する伝承も広くみられる。南祖坊（南蔵坊とも）は「十和田湖の主」とされていて、竜神と同一視される。南祖坊は、秋田の八郎潟の主と戦って十和田湖の主の座を勝ち取り、人びとの信仰を集めるようになった。その伝承には様々なバリエーションがあり、中には南祖坊が八戸出身であるとするものもある。。
樹齢1100年と言われ、国の天然記念物になっている法量のイチョウは、南祖坊が自ら植えたものとも伝えられている。それによれば、この大イチョウが立っている場所には、かつて「善宗寺」（または「善正寺」）があり、その神木だったとされている。
学術的には、十和田湖を形成した十和田湖火山（十和田湖カルデラ）の火山活動は平安時代まで続いていたことがわかっており、これらの信仰と火山・十和田湖の形成に関連があるものと推定されている。
- 龗神社、三湖伝説、貴船神社 (曖昧さ回避)も参照。

### 稲生川の開削と三本木原の開拓
奥入瀬川の下流域には、八甲田火山と十和田湖火山がつくりだした広大な火山灰台地になっており、「三本木原」と呼ばれていた。三本木原は水に乏しいうえにやませが吹き付ける過酷な環境で、近世までは稲作に適さない不毛の地とされてきた。
幕末の南部藩の家老、新渡戸傳（新渡戸稲造の祖父）は、法量から水路を拓き、三本木原の開拓に乗り出した。当初の目論見では、三本木原に近い熊ノ沢川から水路を築く予定だったが、水量が乏しく効果が期待できないため、奥入瀬川本流の中流部から引水することになった。この水路は、法量で奥入瀬川から2本の水路で導水し、標高200mの山の尾根2本をトンネルで貫き、中里川と熊ノ沢川を地下水路で潜り抜けるもので、大変な難工事となった。
1855（安政2）年に工事が始まり、1859（安政6）年に水路は三本木原に到達し、稲生川と命名された。これにより三本木原の開拓が始まり、一帯には広大な放牧地が生まれて日本を代表する馬産地となり、いわゆる南部駒の産地として知られるようになっていった。軍馬が重要視されていた太平洋戦争期までは、陸軍の軍馬補充部三本木支部が置かれており、これは全国の軍馬補充部のなかで最大のものだった。一方、冷涼な気候のため稲作は思うような成果を挙げられず、もっぱらアワ・ヒエなどの雑穀を生産するに留まった。
三本木原には京都を模した整然とした区画がつくられ、これがいまの十和田市中心部の区割りとなっていった。この区割りは後に札幌を建都した島義勇が参考にしたと伝えられている。稲生川の開削はその後も続けられ、着工から111年目の1966（昭和41）年に海に到達した。稲生川は2014年に国際かんがい排水委員会(International Commission on Irrigation and Drainage)により、かんがい施設遺産に登録された。

### 奥入瀬川の利用
かつて法量村などの奥入瀬川の村は米の収穫は乏しく、ワラビなどで食料を補っていた。江戸時代後期からは、奥入瀬川から水路を開削し、流域への灌漑に利用するようになった。これは左右両岸で行われ、左岸にあたる法量村では天保年間(1830-1844)に堰が築かれたとの記録がある。その後、前述の稲生川が法量地区から開削されて三本木原の開発が始まった。近代以降は水路開発と同時に耕地整理も行われ、30年余りをかけて一帯は畑作地帯から水田地帯へと変わっていった。
明治中期には、奥入瀬川に発電所を建設する計画が持ち上がったが、景勝地である十和田湖や奥入瀬渓流の破壊につながるとして反対され実現しなかった。昭和に入ると電力需要が増加し、数ヶ所の発電所が建設された。発電所が齎す固定資産税によって村の財政は大いに潤い、老人医療費の無料化などの政策が行われた。また、これを原資に1960年代から70年代にかけて、奥入瀬川と蔦川合流地点の焼山地区周辺に温泉の開発が行われた。一帯には奥入瀬渓流温泉スキー場（旧十和田湖温泉スキー場）などもつくられ、焼山温泉、十二里温泉、川の上流にある蔦温泉、猿倉温泉なども含めて奥入瀬渓流温泉（旧十和田湖温泉郷）と称している。奥入瀬川の両岸に宿泊施設などがあるほか、右岸（地名の上では奥瀬地区となる）には民俗資料館などがある。
- 奥入瀬渓流温泉（旧十和田湖温泉郷）
  - 焼山温泉
  - 谷地温泉
  - 十二里温泉
- 奥入瀬渓流温泉スキー場（旧十和田湖温泉スキー場）[21]

### 名所旧跡
- 法量神社
- 法量のイチョウ - 樹齢1000年以上と目される「日本一気難しいイチョウ」。国の天然記念物。

## インフラ情報

### 公共機関
かつての十和田湖町の官庁施設は奥入瀬川の右岸にあたる奥瀬地区にあり、その周辺に十和田市役所支所、消防署、郵便局、公民館、図書館、小学校（法奥小学校）、中学校（第一中学校）などが集中している。隣接する沢田地区には県立高校がある。
法量地区には、1874（明治7）年に法量小学校が設置された。これは後に奥瀬の小学校と合併し、1902（明治35）年に法奥小学校となった。一方、1890（明治23）年には尋常高等小学校の分教場（淵沢分教場）が片貝沢に開設され、戦後は「奥入瀬小学校」・「奥入瀬中学校」となってピーク時には児童数150名が在籍していた。しかし、少子化と校舎の老朽化により、中学校は1978（昭和53）年、小学校は2010（平成22）年度で閉校となった。2013年4月現在、法量地区の全域は法奥小学校と第一中学校の学区となっている。

### 交通網
奥入瀬川に沿って国道102号が通じており、十和田市中心部と十和田湖畔をつないでいる。蔦川の合流地点で国道103号が分岐し、蔦川に沿って蔦温泉、谷地温泉を経由して八甲田山へと通じる。山間部では七戸と黒石方面を結ぶ国道394号と一部重複区間となっている。一方、103号は八甲田山の裾野を越えて最終的には青森市中心部まで続いている。
青森県道では、熊ノ沢川に沿って八甲田山中へ向かう県道40号、奥入瀬川右岸の旧十和田湖町中心部から熊ノ沢川、深持を経て七戸へ至る県道118号が通じている。このうち一部区間は40号と118号の重複区間である。
このほか、自転車専用道としての県道256号（田代平高原自転車道）が山間部に一部敷かれているが、全通していない。

### 郵便番号
郵便番号は034-0303。